# Dedowschtschina
Dedowschtschina (russisch дедовщина, „Herrschaft der Großväter“) bezeichnet das in den russischen Streitkräften und Streitkräften anderer postsowjetischer Staaten teilweise bis heute übliche Schikanieren jüngerer wehrpflichtiger Soldaten durch Dienstältere.

## Historische Entwicklung
Das Phänomen der Dedowschtschina lässt sich bis in die Zarenzeit zurückverfolgen. Es weist offensichtliche Verbindungen zum Straflagersystem in der Zaren- wie Sowjetzeit auf (vgl. Katorga, Gulag) und griff seit den 1970er Jahren in den sowjetischen Streitkräften immer weiter um sich.
Dabei handelt es sich nicht um klassische Initiationsriten, wie sie häufig bei der Aufnahme in geschlossene Gemeinschaften üblich sind (vgl. Bizutage), sondern um kontinuierliche Praktiken über einen längeren Zeitraum hinweg. Ihr Unterworfene haben die Arbeiten der „Großväter“ wie Revierreinigen, militärfremder Arbeitseinsatz usw. zu erledigen, ihnen werden außerdem der Sold und Zuwendungen Angehöriger abgenommen. Ein beleidigender Umgangston ist selbstverständlich und psychische Quälereien treten hinzu. Die Schikanen erreichen mit Körperverletzungen und Morden nicht selten ein schwer kriminelles Ausmaß. Die Dedowschtschina ist häufig die Ursache für ein  unerlaubtes Entfernen von der Truppe bis zu Selbstmorden.
Bei der in der DDR stationierten Gruppe der Sowjetischen Streitkräfte in Deutschland wurde das mit der Dedowschtschina zusammenhängende Entfernen von der Truppe mit drakonischen Strafen belegt. Die Flüchtigen wurden häufig mit Hunden verfolgt. Viele kamen bei den verzweifelten Fluchtversuchen ums Leben.
Bis über die Mitte der 1980er Jahre hinaus galt das Phänomen in der Sowjetunion als Tabuthema, erst die sogenannte Glasnost unter Staats- und Parteichef Gorbatschow trug dazu bei, dass eine breite Öffentlichkeit Notiz davon nehmen konnte. Aber schon zuvor hatte die durch Erzählungen und Gerüchte latent berüchtigte Dedowschtschina dazu beigetragen, eine über das normale Ausmaß in anderen Ländern weit hinausgehende Abneigung gegen den Militärdienst zu erzeugen. Um die Zeit des Zerfalls der Sowjetunion trug es zu einer regelrechten Revolte von Wehrpflichtigen mit massenhafter Dienstentziehung bei. Weiterhin versuchen viele Betroffene, sich auch mit Hilfe von Korruption, also der Zahlung hoher Bestechungsgelder an Verantwortliche wie z. B. Rekrutiertierungsoffizere, der Einberufung zu entziehen.
Jedes Jahr werden Soldaten als Invaliden aufgrund von Misshandlungen, Vergewaltigungen und psychischen Peinigungen aus der russischen Armee entlassen. Nach Angaben des Verteidigungsministeriums gab es im Jahr 2010 bis Anfang September mehr als 1700 Dedowschtschina-Opfer. Im Jahr 2005 starben 16 Soldaten an den Folgen von Misshandlungen, 276 begingen nach Quälereien und Erniedrigungen durch Vorgesetzte Suizid, andere Quellen sprechen von über 500 Opfern. Ungeklärt ist, weshalb manchen Opfern vor der Überstellung zur Beerdigung innere Organe entfernt wurden. Angehörige vermuten, dass diese in den Organhandel gelangen.
Diese Form von teils tödlichen Exzessen soll auch im Einsatz wie dem Ukrainekrieg innerhalb der russischen Streitkräfte, insbesondere durch rekrutierte Straftäter, weiter ausgelebt werden.
Für die Aufarbeitung der Fälle und damit für die Durchsetzung der Menschenrechte in Russland tritt hier vor allem die Union der Komitees der Soldatenmütter ein.

## Medial bekannt gewordene Fälle
Im Jahr 2006 wurde der Fall des damals 19-jährigen Wehrpflichtigen Andrei Sytschow auch außerhalb Russlands bekannt. Dieser wurde von Vorgesetzten so schwer misshandelt, dass ihm beide Beine, die Genitalien und Teile der rechten Hand amputiert werden mussten. Gegen zwölf ehemalige Vorgesetzte wurde Anklage erhoben. Ein Militärarzt äußerte als Zeuge der Verteidigung, dass Sytschow sich mehrere Monate vor dem Vorfall eine Blutvergiftung zugezogen haben könnte. Am 26. September 2006 verurteilte das Garnisonsgericht in Tscheljabinsk den Hauptangeklagten zu vier Jahren Haft und erkannte ihm für drei Jahre den Dienstgrad als Unteroffizier ab. Zwei weitere angeklagte Soldaten erhielten eine Freiheitsstrafe von anderthalb Jahren auf Bewährung.
2019 erregte der Fall von Ramil Schamsutdinow Aufsehen. Aus Angst vor Dedowschtschina erschoss der Rekrut in seiner Kaserne bei Tschita acht Kameraden und verletzte zwei schwer.

## Andere Armeen und Gesellschaftsgruppen
Diese Form von Misshandlungen durch Kameraden und Vorgesetzte ist nicht nur in der russischen Armee vorhanden, allerdings nicht ansatzweise so stark ausgeprägt.
In der NVA gab es die ebenfalls mit bedenklichen Auswüchsen verbundene EK-Bewegung. Auch in der Bundeswehr kam und kommt es, wenn auch nicht systematisch, sowohl zu Initiationsriten als auch zu länger andauernden Formen von Mobbing. Sie sind in einigen Truppenteilen unter dem Namen Heiliger Geist bekannt. Dazu gehören die Aufnahmerituale in das Unteroffizierkorps mit der Unteroffizierfeier und solchen in Teileinheiten mit besonderer Dienstbelastung, so wie bei einem der Hochgebirgszüge. Diese werden teilweise, aber nicht immer von den Vorgesetzten unterbunden, soweit sie bekannt werden.
Die Bizutage ist ein in Frankreich und den frankophonen Ländern lokal unterschiedlich ausgestalteter Initiationsritus im Ober- und Hochschulmilieu, die bis in die jüngste Vergangenheit häufig die Grenze zu kriminellen Handlungen wie Misshandlung, Demütigung, z. T. auch die zu sexuellen Übergriffen sowie manchmal zur Schutzgelderpressung überschritten hat.
In der türkischen Armee kommt es ebenfalls häufiger zu Todesfällen durch Misshandlungen durch Kameraden.
In der US Army wird durch Kameraden teilweise auf Befehl von Vorgesetzten der Code Red ausgeübt, um die Disziplin zu erhöhen oder zu höherer Leistung anzutreiben.